# Los indalos
Los indalos, cuyo nombre completo es Los indalos: una familia revolucionaria es una película documental de Argentina filmada en colores dirigida por Juan Andrés Martínez Cantó, Santiago Nacif Cabrera y Roberto Persano  sobre su propio guion que se estrenó el 22 de agosto de 2019. El título del filme alude al indalo, una figura rupestre del Neolítico tardío o Edad del Cobre que se encuentra en el Abrigo de Las Colmenas, aunque se suele atribuir su procedencia a la cercana Cueva de los Letreros, situada en la falda del Maimón, también en el municipio español de Vélez-Blanco, en la provincia de Almería (Andalucía). Representa a una figura humana con los brazos extendidos y un arco sobre sus manos, si bien su significado no ha sido aún esclarecido de forma definitiva existiendo también varias teorías que apuntan a cierta divinidad en el dibujo; se solía grabar en cada uno de los hogares contra los maleficios. 

## El hecho histórico
El 23 de enero de 1989, miembros del Movimiento Todos por la Patria (MTP), liderados por Enrique Gorriarán Merlo, un exdirigente de la organización guerrillera marxista Ejército Revolucionario del Pueblo, atacaron los cuarteles del Regimiento de Infantería Mecanizado 3 (RI Mec 3) y del Escuadrón de Exploración de Caballería Blindado 1 del Ejército Argentino fingiendo que se trataba de  un alzamiento carapintada contra el gobierno de Raúl Alfonsín para provocar, manipulando los sentimientos antigolpistas,  una insurrección popular que generara cambios políticos de fondo. Luego de un combate que duró hasta el día siguiente, el cuartel fue retomado por efectivos del ejército.

## Sinopsis
El documental sigue a Aurora Sánchez mientras lucha por encontrar los restos de su hijo Iván Ruiz, que desapareciera durante el intento de Copamiento al Regimiento de La Tablada en el que participó junto a su tío Roberto Sánchez -que resultó muerto-, a quien consideraba su guía y mentor y va narrando la historia de una familia con un fuerte espíritu militante.

## Críticas
Marcelo Cafferata en el sitio web elespectadoravezado.com.ar escribió:

”El documental, poco a poco, va entretejiendo varias líneas que convergen en la figura excluyente de Aurora Sánchez, eje del relato y quien conduce la historia con su personal estilo….Allí veremos esa figura de admiración que Iván veía en su tío… que abandona la comodidad de la vida en París para enfocarse en su deseo de participar en la revolución en Nicaragua. Allí lo acompañará Iván…Ella…vuelve a transitar el camino de la historia de su padre, su lucha y el contexto sociopolítico en el que perdió su vida... los directores eligen no detenerse en ningún punto en particular ni darle trascendencia a ninguno de los micro relatos que aparecen, por sobre los otros, sino que tratan de ir equilibrando todos los temas, mientras Aurora lleva el pulso del relato… Los directores dejan que su relato discurra sin ningún tipo de intervención para que por debajo de su magnética y carismática figura, puedan aflorar naturalmente algunos momentos de genuina emoción.”

Adolfo C. Martínez en La Nación opinó:

”Heredera de una estirpe de revolucionarios, Aurora Sánchez evoca en este documental su larga vida. Su historia se inicia con la lucha de sus padres en la España republicana y su posterior llegada a la Argentina. Así aparecen…su hermano…su hijo, y con estos recuerdos Aurora se remite al exilio de ellos por Francia y su lucha en la Nicaragua sandinista...La película nunca abandona la emotividad en el retrato de su protagonista.”